# 房仁裕
房仁裕（?—?），中国唐朝官員，房玄齡的族叔。
年十八，房仁裕即顯露才幹，隋末天下大乱，房仁裕最初加入王世充軍，授龍驤將軍。後與裴仁基等轉投唐軍。歷官麟州刺史，又遷泰州刺史。唐太宗朝，官職不明。高宗朝初期，官至左領軍大將軍。永徽二年（651年），母親李氏逝世，丁憂離職。永徽四年（653年），睦州女巫陳碩真佔睦州於潛縣（今杭州市臨安區西）。高宗令房仁裕發兵南攻，授金紫光祿大夫，行揚州都督府長史。又遷鄭州刺史，後致仕。顯慶年間亡故，春秋七十六。某某二年（疑為乾封二年，667年），下詔追贈左驍衛大將軍、使持節……，陪葬昭陵。後又追贈幽州都督、上柱國、清河公，再贈兵部尚書、……四州刺史，諡曰忠。

## 家庭

### 祖父
- 房敬道，東魏侍御史

### 父母
- 房子曠，隋朝常州司倉參軍
- 李氏，封清河太夫人

### 兄弟姐妹
- 房氏，原聘為唐高祖子李鳳妃，未嫁而薨。

### 夫人
- 太原王氏，有六子：房先禮、房先質、房先孝、房先忠、房先恭、房先慎。

### 子女
- 房先質，房仁裕次子，歷官通事。娶琅琊王氏。
  - 房溫，房先質之子。
    - 法雲寺尼辯惠禪師，房溫女。
- 房先忠：房仁裕四子，歷官銀青光祿大夫、宋州刺史，贈左金吾衛大將軍。
  - 房渙，房先忠之子，寫《七岩山摩崖題祖銘》。
  - 房氏，房先忠女，為唐高宗太子李賢妃。

- - 房丞琳，房仁裕之孫，寫《房仁裕墓誌銘》。